# Bramley (Surrey)
Pour les articles homonymes, voir Bramley.
Bramley est une paroisse civile et un village du Surrey, en Angleterre.